# John Farmer (Komponist, um 1570)
John Farmer (* um 1570 vermutlich in London; † nach 1601) war ein englischer Komponist und einer der weniger bekannten Vertreter der englischen Madrigal-Schule.
Über die Lebensumstände Farmers ist wenig bekannt. Vermutlich war er zunächst Organist in London. 1595 wurde er zum Organisten der Christ-Church-Cathedral von Dublin ernannt. Um 1600 kehrte er nach London zurück, es ist aber nicht bekannt, in welcher Stellung er dort wirkte.
Von Farmer ist ein Buch mit vierstimmigen Madrigalen erschienen. Außerdem war er ein Hauptmitarbeiter am Psalmenbuch von Michael East. In verschiedenen Sammlungen sind auch Instrumentalwerke Farmers überliefert. Sein bekanntestes Werk ist vermutlich Fair Phyllis I Saw.